# Пининфарина, Серджо
Се́рджо Пининфари́на (итал. Sergio Pininfarina; 8 сентября 1926, Турин — 3 июля 2012, Турин) — автомобильный дизайнер.

## Биография
Окончил Туринский политехникум по специальности инженер-механик.
В 24 года начал работать в фирме своего отца Баттисты Фарины — Pininfarina, возглавлял её с 1961 по 2001 год. Во многом благодаря усилиям Серджо бизнес кузовных мастерских, одной из которых была Pininfarina, не прекратил существование, что предсказывалось в связи с доминированием производства массовых автомобилей с несущими кузовами, а приобрёл новые формы и расширился. Под руководством Серджо было создано огромное количество проектов дизайна как для серийных автомобилей, так и для прототипов.
23 сентября 2005 года президентом Италии Карло Чампи назначен пожизненным сенатором.
Серджо Пининфарина умер 3 июля 2012 года в родном Турине после продолжительной болезни.